# Схлуссер, Габриэла
Габриэла Схлуссер (нидерл. Gabriela Schloesser, в девичестве — Баярдо (исп. Gabriela Bayardo); род. 18 февраля 1994, Тихуана, Нижняя Калифорния) — лучница из Мексики, представляющая на международных соревнованиях с 2017 года Нидерланды. Серебряный призёр Олимпийских игр 2020 года в Токио в смешанных парах.

## Биография
Габриэла Баярдо родилась 18 февраля 1994 года.
Замужем за нидерландским стрелком из блочного лука Майком Схлуссером. После свадьбы пара рассматривала возможность раздельной жизни, но вскоре Габриэла решила переехать в Нидерланды. Она взяла фамилию Схлуссер и стала выступать за Нидерланды с 2018 года.
Изучала административное дело в Университете Шочикалько.

## Карьера
Габриэла Баярдо начала заниматься спортом в возрасте 11 лет. В этом ей помогла программа по выявлению юных талантов.
В 2016 году она стала послом штата Нижняя Калифорния.
Она участвовала в соревнованиях по стрельбе из лука на летних Олимпийских играх 2016 года в Рио-де-Жанейро, где достигла второго раунда, уступив будущей финалистке турнира Лизе Унрух из Германии. После смены гражданства Габриэла не могла в течение 12 месяцев выступать в международных соревнованиях. Дебютом за новую страну для Баярдо стал третий этап Кубка мира в июне 2018 года.
В июне 2019 года Баярдо в партнёрстве с Шефом ван ден Бергом выиграли серебряную медаль в соревнованиях смешанных пар в стрельбе из олимпийского лука на чемпионате мира в Хертогенбосе. Представители Нидерландов уступили южнокорейскому дуэту Ли Ву Сок и Кан Чхэ Ён в финале. Позже в том же месяце на Европейских играх 2019 года, проходивших в Минске, Баярдо после выхода в полуфинал стала первой представительницей Нидерландов с 1996 года, сумевшей пройти квалификацию на летние Олимпийские игры. Несмотря на то, что она проиграла Татьяне Андреоли из Италии в полуфинальном матче, Баярдо завоевала бронзовую медаль после победы над россиянкой Анной Балсуковой в матче за третье место.
В 2021 году Схлуссер приняла участие на чемпионате Европы в Анталии, но в обоих дисциплинах, где принимала участие (микст и индивидуальное первенство) выбыла на стадии 1/8 финала. Схлуссер приняла участие на Олимпийских играх в Токио, которые были перенесены на один год из-за пандемии коронавируса. Выступая за Нидерланды в паре с Шефом ван ден Бергом, нидерландская сборная победила Италию (6:0), Францию (5:4) и Турцию (5:3) на пути к финалу, где со счётом 3:5 уступили Южной Корее и стали таким образом серебряными призёрами. В индивидуальном первенстве, занимая 20-е место после рейтингового раунда, Схлуссер попала на россиянку Светлану Гомбоеву. Матч дошёл до перестрелки при счёте 5:5, и нидерландская спортсменка оказалась точнее. В следующем матче она уступила француженке Лизе Барбелен, не выиграв ни одного сета.
На чемпионате мира 2021 года в Янктоне Схлуссер занимала 15-е место после рейтингового раунда. Она победила Мао Ватанабэ из Японии и Мишель Кроппен из Германии, но затем уступила Алехандре Валенсии из Мексики на стадии 1/8 финала.